# Knipolegus franciscanus
Knipolegus franciscanus е вид птица от семейство Tyrannidae.

## Разпространение
Видът е разпространен в Бразилия.